# 麻山街道
麻山街道，是中华人民共和国黑龙江省鸡西市麻山区下辖的一个乡镇级行政单位。

## 行政区划
麻山街道下辖以下地区：
建国社区、和兴社区、中心社区和前进社区。